# Базисний набір
Ба́зисний набі́р в теоретичній та обчислювальній хімії — це набір математичних функцій (називаних базисними функціями), лінійною комбінацією яких конструюється наближення до молекулярної орбіталі в методах Гартрі—Фока чи функціоналу густини.
Базисні функції можуть являти собою:
- атомні орбіталі, що веде до методу МО ЛКАО та є найпоширенішим вибором у квантовій хімії. У свою чергу, популярні наближення до атомних орбіталей такі:
  - Слейтерівські орбіталі, STO
  - Гаусові орбіталі, GTO
- плоскі хвилі, більшою мірою популярні при розрахунках конденсованих фаз, зокрема, кристалів.

Найширше вживаними базисними
наборами є STO-1G та STO-1G* (H and He), STO-2G та STO-2G* (H to Xe), STO-3G та STO-3G* (H to Xe), STO-4G та STO-4G* (H to Xe), STO-5G та STO-5G* (H to Xe), STO-6G та STO-6G* (H to Xe), 3-21G, 3-21G*, та 3-21G** (H to Ar), 4-21G, 4-21G*, та 4-21G** (H to Ne), 6-21G, 6-21G*, та 6-21G** (H to Ar), 4-31G, 4-31G*, та 4-31G** (H to Ne), 5-31G, 5-31G*, та 5-31G** (H to F), 6-31G, 6-31G*, та 6-31G** (H to Ar), 6-311G, 6-311G*, та 6-311G** (H to Ar).

## Математичне підґрунтя
В квантовій механіці базисом у гільбертовому просторі {\displaystyle \mathbb {H} } називають зліченну ортонормовану систему векторів {\displaystyle \{|e_{1}\rangle ,\ldots ,|e_{n}\rangle ,\ldots \}\in \mathbb {H} }, якщо будь-який вектор стану {\displaystyle |\psi \rangle } можна однозначно зобразити у вигляді ряду
{\displaystyle |\psi \rangle =\sum _{n}C_{n}|e_{n}\rangle },
де {\displaystyle C_{1},\ldots ,C_{n},\ldots } — послідовність комплексних чисел, така, що {\displaystyle \sum _{n}{|C_{n}|^{2}}<\infty }. Це фактично відтворює математичне визначення. Унітарним перетворенням одного ортонормованого базисного набору можна отримати інший. В практичних розрахунках квантова хімія обмежується скінченовимірним простором. Перехід від набору (ортонормованих) атомних до молекулярних орбіталей є прикладом згаданого унітарного перетворення. Матриці, які в квантовій механіці зображують оператори фізичних величин, можна представити в тому чи іншому базисному наборі. Так, перетворення певних матриць з базису атомних орбіталей до базису молекулярних орбіталей є частим етапом квантовохімічного розрахунку.

## Поширені типи базисних функцій
Базисна функція в квантовій хімії — це математична функція, зазвичай пристосована до опису руху одної частинки (електрона) та знайдена як розв'язок певної модельної задачі. Отже, це функція трьох просторових змінних (інколи ще й четвертої, спінової), яка містить параметричні числові значення та має той чи інший вигляд залежно від модельної задачі, з якої вона походить.

### Атомні орбіталі
Найприроднішим способом побудови молекулярних орбіталей видається комбінування атомних.

#### Слейтерівські орбіталі
Це атомні орбіталі, які походять від розв'язку квантовомеханічної задачі щодо атома Гідрогену. У сферичних координатах {\displaystyle \left(r,\theta ,\phi \right)}:
{\displaystyle r^{l}e^{-\alpha r}Y(\theta ,\phi )}
Тут {\displaystyle l} — орбітальне квантове число, {\displaystyle Y} — сферична гармоніка, {\displaystyle \alpha } — числовий параметр. Кожен атом молекули несе набір таких функцій (оболонок) з різними значеннями {\displaystyle \left\{l,\alpha \right\}}.

#### Гаусові орбіталі
З метою спрощення обчислень слейтерівські орбіталі були замінені гаусовими:
{\displaystyle r^{l}e^{-\alpha r^{2}}Y(\theta ,\phi )}
Такі функції вже не відповідають модельній задачі атома Гідрогену, тому їх потрібно брати в рази більше, аніж слейтерівських, для отримання такої самої точності. Подальшої економії можна досягти, об'єднавши кілька гаусових функцій з однаковим {\displaystyle l} в одну лінійну комбінацію, цей процес називають контрактацією. Ще більше спрощує уникнення сферичних гармонік; так звана декартова базисна функція, на відміну від вищенаведеної сферичної, виглядає як:
{\displaystyle x^{a}y^{b}z^{c}e^{-\alpha r^{2}},a+b+c=l}
Але при декартовому записі до d-оболонки підмішується одна s-функція, до f-оболонки підмішується p-оболонка тощо.

### Плоскі хвилі
Ці базисні функції походять від квантовомеханічної задачі про вільний рух електрона і в декартових координатах {\displaystyle {\vec {r}}=\left(x,y,z\right)} виглядають так:
{\displaystyle e^{-i{\vec {k}}{\vec {r}}}}
Тут {\displaystyle {\vec {k}}=\left(k_{x},k_{y},k_{z}\right)} — числові параметри. Вони зазвичай не визначаються наперед, а генеруються рівномірною сіткою в шарі такому, що {\displaystyle \|{\vec {k}}\|^{2}/2m_{e}<E_{cut}}, де {\displaystyle m_{e}} — маса електрона, а граничну енергію {\displaystyle E_{cut}} задає користувач. Такі функції природні для опису кристалічної ґратки, тому частіше застосовуються в квантовій хімії твердого тіла.

### Псевдопотенціал
Атоми з більшим атомним номером, починаючи щонайменше з третього періоду, містять багато остовних електронів. Вони майже не беруть участі в формуванні зв'язків, але на їх врахування витрачаються такі самі ресурси, як і на врахування валентних електронів. Ідея введення псевдопотенціалу полягає в тому, щоб прибрати ці остовні електрони з розрахунку, замінивши їх ефективним потенціалом, що його відчувають інші електрони поблизу ядра. Для базисних наборів атомних орбіталей застосування псевдопотенціалу необов'язкове, але корисне для елементів починаючи з 5-го періоду. Псевдопотенціал може бути обрахований так, аби взяти до уваги релятивістські ефекти, найсуттєвіші для внутрішніх оболонок. Для базисних наборів плоских хвиль застосування псевдопотенціалу обов'язкове починаючи з елементів другого періоду.

## Типи базисних наборів атомних орбіталей
У практичному використанні доводиться шукати компроміс між кількістю функцій {\displaystyle N} базисного набору молекули та систематичною похибкою розрахунку. Збільшення {\displaystyle N} збільшує точність, але витрати часу на розрахунок швидко зростають; приміром, в методі Гартрі—Фока як {\displaystyle N^{4}}. Розроблено велику кількість базисних наборів, як універсальних, так і призначених для певного типу розрахунку, як-от розрахунок хімічного зсуву. Також існують додаткові базисні набори для прискорення обчислень шляхом розкладу по них певних проміжних функцій; зазвичай такі набори значно менше впливають на точність розрахунку.
Багато базисних наборів, разом із відповідною бібліографією, можна знайти в бібліотеці BSE library [Архівовано 8 березня 2022 у Wayback Machine.] і завантажити звідти в необхідному форматі.

### Мінімальний базисний набір
До мінімального базисного набору включено лише ті електронні оболонки атома, які в основному стані повністю або частково заповнені електронами. Кожна слейтерівська оболонка описується наперед заданою лінійною комбінацією (контрактацією) n гаусових, відповідне позначення STO-nG. Типові значення n складають 3, 4, 6. Наразі мінімальні базисні наборі майже втратили практичне значення й застосовуються хіба що для швидкої попередньої оцінки якихось величин.

### Покращені базисні набори
В утворенні хімічного зв'язку найбільшу участь беруть саме орбіталі валентного рівня, а глибші, так звані остовні, оболонки майже не змінюються. Тому валентні оболонки вимагають точнішого опису, і вони мають бути гнучкішими за остовні. Тож покращення опису остовних оболонок зазвичай досягається ширшою контрактацією, а валентних — додаванням додаткових оболонок з тим самим орбітальним квантовим числом {\displaystyle l} та близькими значеннями {\displaystyle \alpha }. Останній підхід зветься валентним розщепленням. Так, при подвійному валентному розщепленні (triple-zeta, триекспоненційний) валентна оболонка розглядається як побудована з трьох частин: найтіснішої внутрішньої, тісної основної та більш розмитої зовнішньої.
Іншим способом покращення валентних оболонок базисного набору може бути додавання так званих поляризаційних функцій — оболонок з більшим значенням орбітального квантового числа {\displaystyle l}, ніж заповнені електронами. Зокрема, в атомах другої половини третього періоду 3d-оболонка, хоча й незаповнена, бере активну участь в утворенні хімічних зв'язків, тому для них наявність поляризаційних d-функцій (насправді, ще й розщеплених) критично важлива.
Також можна додавати так звані дифузні функції — оболонки з малими значеннями {\displaystyle \alpha }, які дозволяють електрону суттєво віддалятися від ядра. Це важливо для коректного опису аніонів, електронно збуджених станів та міжмолекулярної взаємодії.

#### Попловські базисні набори
Валентно розщеплені базисні набори, розроблені свого часу групою Джона Попла, мають типове позначення X-YZG. Воно означає, що остовні оболонки описані зконтрактованими X гаусовими, а розщеплена валентна оболонка описана зконтрактованими Y та Z гаусовими. Звісно, параметризації існують не для всіх можливих значень X, Y та Z, а для кожного їхнього набору — не для всіх елементів. За такою самою логікою будується позначення й двічі валентно розщепленого (валентно триекспоненційного) набору, як-от 6-311G. З метою покращення користувач може додати поляризаційні функції (спочатку на негідрогенових, потім ще й на гідрогенових атомах; звичайні позначення * та ** відповідно) та/або дифузні функції (так само окремо, позначення + та ++). Ось приклади таких позначень (тут важкими названо негідрогенові атоми):
- 3-21G — найменший валентно розщеплений (double-zeta) базисний набір; остов із 3 гаусіан, дві валентні оболонки з 2 і 1 гаусіани відповідно
- 3-21G* — такий самий, із поляризаційними функціями на важких атомах
- 3-21G** — такий самий, із поляризаційними функціями на всіх атомах
- 6-31G — популярний (double-zeta) базисний набір; остов із 6 гаусіан, дві валентні оболонки з 3 і 1 гаусіани відповідно
- 6-31G** — такий самий, із поляризаційними функціями на всіх атомах; в ньому було параметризовано популярний функціонал густини B3LYP
- 6-31+G* — такий самий, з поляризаційними і дифузними функціями на важких атомах
- 6-31++G** — такий самий, з поляризаційними і дифузними функціями на всіх атомах
- 6-31G(2d,2p) — такий самий, з розщепленими (двохекспоненційними) поляризаційними функціями на всіх атомах
- 6-311G(3df,3pd) — двічі валентно розщеплений (triple-zeta), із двома наборами поляризаційних функцій на всіх атомах: триекспоненційною d та простою f на важких і триекспоненційною p та простою d на гідрогенових

Деякі попловські базисні набори параметризовано для сферичних базисних функцій, більшість — для декартових.
Всі ці набори було розроблено для використання на рівні наближення Гартрі—Фока, але врахування електронної кореляції (зокрема, за допомогою теорії збурень) покращує результати. Тим не менше, наразі вони розглядаються як застарілі.

#### Кореляційно узгоджені базисні набори
Широко застосовувані базисні набори, розроблені групою Данінга (англ. Thom Dunning Jr.) Результати, отримані з урахуванням електронної кореляції, можуть бути екстрапольовані на повний базисний набір завдяки їхній систематичності. Ці базиси параметризовані для сферичних функцій.
Для атомів першого та другого періоду ці базисні набори позначаються як cc-pVNZ, де N=D, T,Q,5,6. Тут cc-p означає «correlational consistent, polarized» (кореляційно узгоджений, поляризований), V — «valence» (валентно розщеплений), а, приміром, DZ — «double-zeta» (двохекспоненційний).
Для атомів третього періоду, де критична наявність валентної d-оболонки, позначення змінюється на cc-pV(N+d)Z. Набори для важчих атомів із застосуванням псевдопотенціалу отримують позначення cc-pVNZ-PP, а для релятивістських розрахунків — cc-pVNZ-DK.
Хоча ці базисні набори параметризувалися як валентно розщеплені, можна покращити й опис остову додаванням відповідних тісних оболонок. Такі набори класу cc-pCVXZ потрібні для високоточного передбачення структурних параметрів та властивостей в околі ядра, зокрема, хімічного зсуву.
До більшості з цих наборів можна додати дифузні оболонки (префікс aug-), які теж додаються в поляризованому вигляді. Так, до атому Карбону в aug-cc-pVTZ було додано по одноекспоненційній неконтрактованій дифузній p-, d- та f-оболонці.

#### Поляризаційно узгоджені базисні набори
Із застосуванням такої самої методології, як і для кореляційно узгоджених, але на рівні теорії функціоналу густини, саме для неї було розроблено поляризаційно узгоджені базисні набори pc-n (n=0…4) для атомів перших чотирьох періодів. Вони так само можуть доповнюватися дифузними функціями, до augpc-n.

#### Базисні набори Карлсруе
Досить часто також застосовуються базисні набори загального призначення, розроблені групою дослідників із Карлсруе; приклади позначень:
- def2-SV(P) — валентно розщеплений із поляризацією на негідрогенових атомах
- def2-SVP — валентно розщеплений із поляризацією
- def2-SVPD — валентно розщеплений із поляризацією та дифузними функціями
- def2-TZVPP — валентно двічі розщеплений з подвійним набором поляризаційних функцій
- def2-QZVPPD — валентно тричі розщеплений з подвійним набором поляризаційних функцій та дифузними функціями

#### Штутгартівські псевдопотенційні набори
Для майже всіх елементів дослідниками зі Штутгарта розроблено псевдопотенціальні базисні набори з урахуванням релятивістських ефектів для остова та великим (RLC) чи малим (RSC) остовом, тобто, більшою чи меншою кількістю вилучених електронів. Вони мають дещо різні назви у різних джерелах.

## Додаткові базисні набори
За призначенням додаткові базисні набори можна розподілити так:
- J-, JK-fitting: прискорення для методів самоузгодженого поля
- RI-fitting: прискорення для корельованих методів (зокрема, теорії збурень)
- DFT exchange/correlation fitting: прискорення методів теорії густини

Звісно, можливість чи необхідність їхнього застосування визначається способом реалізації даного методу в обраному програмному продукті. Всі вони мають стосунок до спрощення, а отже, прискорення обчислень завдяки введенню додаткових наближень.